# Beaumont, Vienne

Beaumont este o comună în departamentul Vienne, Franța. În 2009 avea o populație de 1,813 de locuitori.